# Aeromachus
Aeromachus  (лат.) — род бабочек из семейства толстоголовок.

## Описание
Бабочки мелких размеров. Размах крыльев представителей рода 22—30 мм. Крылья на верхней стороне тёмно-бурые или тёмно-коричневые со светлой бахромкой. Постдискальный ряд светлых полупрозрачных пятен на передних крыльях непрерывный. Задние крылья на верхней стороне обычно лишены рисунка. Передние крылья всегда с полупрозрачными пятнами, которые образуют постдискальную перевязь. Нижняя сторона задних крыльев с рисунком, который образован светлыми жилками и белыми или желтоватыми пятнами.  
Бабочки приурочены к травянистым склонам с выходами скал, разреженным лесам, луговым ландшафтам, редколесьям. 

## Систематика

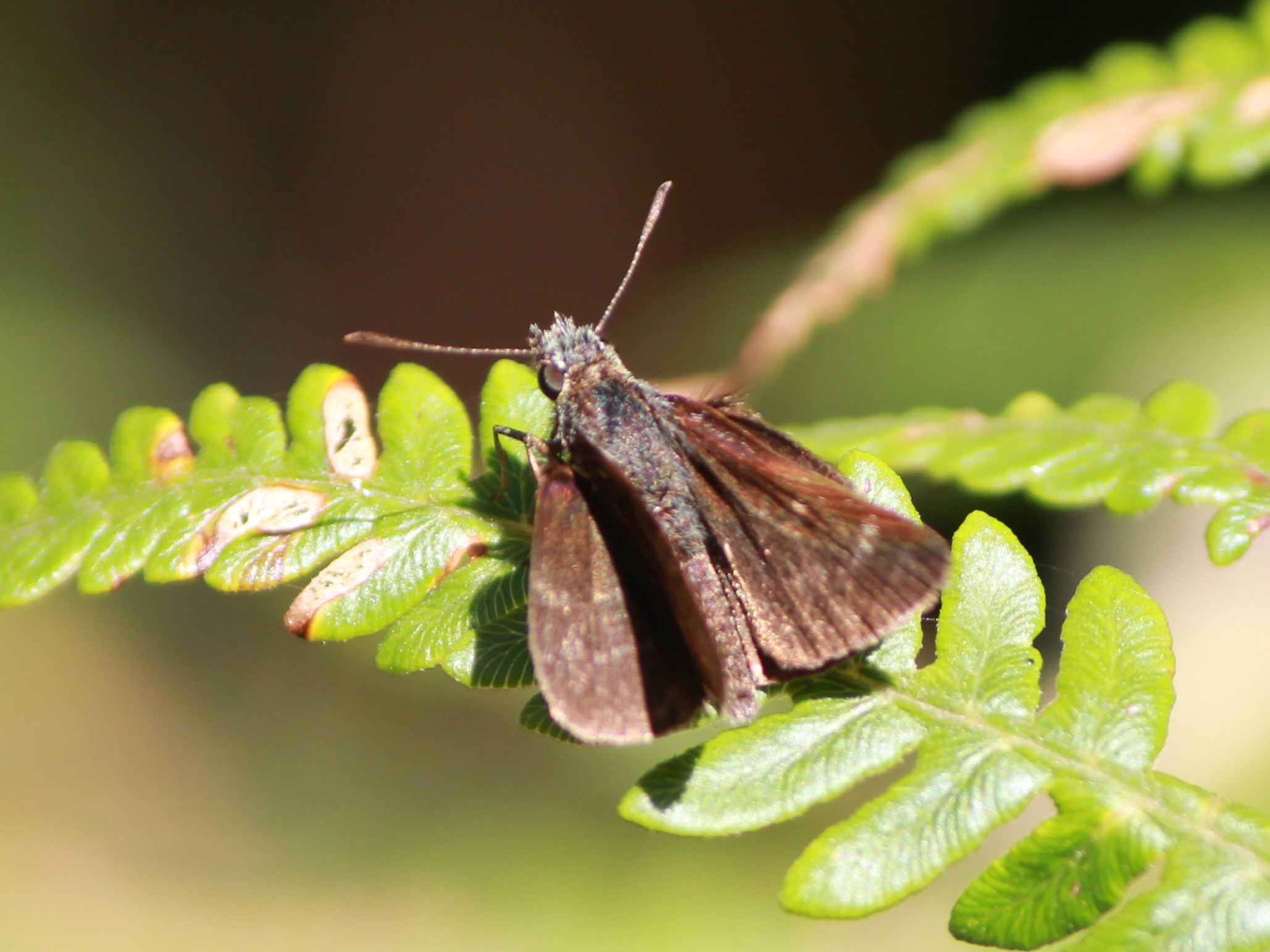
Aeromachus dubius

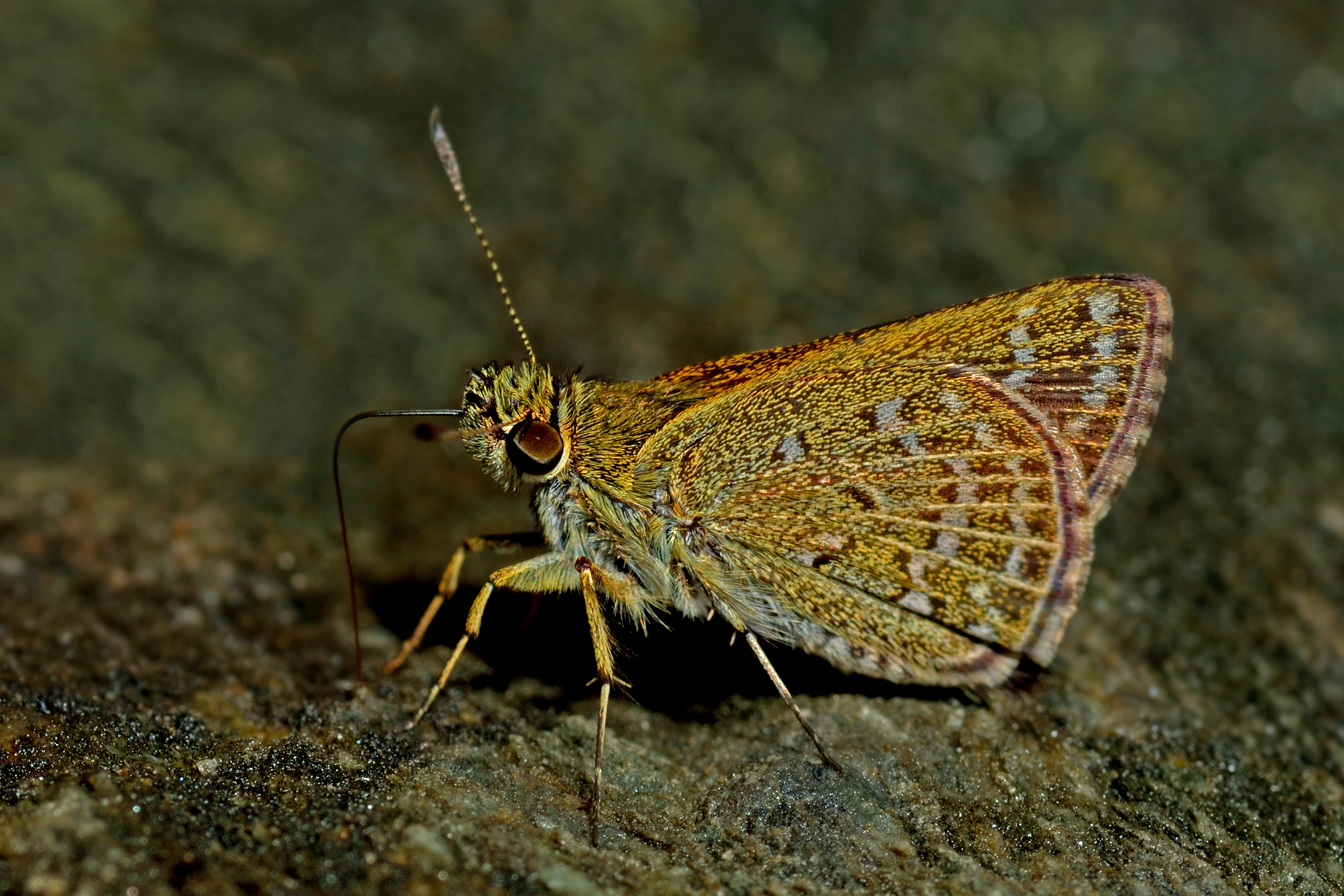
Aeromachus stigmata

Род включается около 18 видов, распространённых в Восточной и Юго-Восточной Азии. На территории России обитает 1 вид (Aeromachus inachus).
- Aeromachus bandaishanus Murayama & Shimonoya, 1973
- Aeromachus catocyanea (Mabille, 1879)
- Aeromachus cognatus Inoue & Kawazoe, 1966
- Aeromachus dubius Elwes & Edwards, 1897
- Aeromachus inachus (Ménétriés, 1859)
- Aeromachus jhora (de Nicéville, 1885)
- Aeromachus kali (de Nicéville, 1885)
- Aeromachus matsudai Murayama, 1943
- Aeromachus monstrabilus Huang, 2003
- Aeromachus muscus (Mabille, 1876)
- Aeromachus piceus Leech, 1894
- Aeromachus plumbeola (C. & R. Felder, 1867)
- Aeromachus propinquus Alphéraky, 1897
- Aeromachus pseudojhora Lee, 1962
- Aeromachus pygmaeus (Fabricius, 1775)
- Aeromachus skola Evans, 1943
- Aeromachus spuria Evans, 1943
- Aeromachus stigmata (Moore, 1878)